# Свиридов родник
Свиридов родник — родник в Шарлыкском районе Оренбургской области. Был основан Свиридовым Семёном Степановичем. Оборудованный родник (сруб и два столика) в верховьях остепненной балки левого притока реки Большой Изяк. Дренирует подземные воды известняков казанского яруса.
Расположен в 1,5 км к югу от села Путятино.